# Nokia 3310
Nokia 3310 — сотовый телефон, выпускавшийся финской компанией Nokia. Модель была анонсирована в сентябре 2000 года и была выпущена месяц спустя, заменив модель Nokia 3210. Преемники модели — Nokia 3410 и Nokia 3510 — были представлены в марте 2002 года. Выпуск Nokia 3310 был свёрнут в феврале 2005 года.
Телефон после своего выхода сразу же стал популярным — в разных странах отмечались очереди в магазинах и дефицит телефонов, а сама компания уже в конце 2000 года назвала Nokia 3310 одним из своих бестселлеров. Nokia 3310 и её модификации, которых было всего шесть, оставались одними из самых продаваемых телефонов Nokia в разных странах в течение всего времени производства модели. Вплоть до снятия телефона с производства было продано около 126 миллионов аппаратов, что сделало его одним из самых продаваемых телефонов фирмы Nokia.
В массовой культуре телефон получил известность за счёт своего ударопрочного корпуса, получив прозвище «неубиваемый».

## История и популярность
Анонс Nokia 3310 состоялся 1 сентября 2000 года на мероприятии Don't be bored. Be totally board, проходившем в городе Оберхаузен в Германии. В тот же день под слоганом Nokia Unplugged прошли три презентации сотового телефона для рынков азиатско-тихоокеанского региона: они состоялись в Гонконге, Маниле и в китайском городе Ченду. Продажи Nokia 3310 стартовали в октябре 2000 года. В линейке сотовых телефонов модель заменила Nokia 3210, которая продолжила выпускаться по цене от 99 фунтов стерлингов в Великобритании. В России цена на момент старта продаж составляла от 180 до 190 долларов, в Словакии — от 12 400 крон с учётом налогов.
Модель быстро набрала популярность: согласно отчёту Nokia о продажах за 2000 год, Nokia 3310 был в списке бестселлеров компании. К июлю 2001 года по всей Европе было продано уже несколько миллионов экземпляров телефона, из-за чего польское издание Komputer Swiat придумало ему и модификации 3330 прозвище «массофон» (пол. masofon, от «массовый телефон»). В Эстонии большой спрос на модель привёл к её дефициту, а в конце 2001 года телефон был назван самым популярным в стране. В Чехии модель на старте продаж пользовалась настолько большим спросом, что покупателям приходилось стоять в очередях, чтобы купить её. В период рождественских распродаж 2002 года Nokia 3310 оставался самым популярным телефоном в Чехии. В России Nokia 3310 также оказалась популярной моделью, оставаясь в первом квартале 2004 года в тройке лидеров по продажам среди телефонов Nokia наряду с моделями Nokia 1100 и Nokia 2100. Согласно статистике Dixis, в 2004 году Nokia 3310 составляла 4,4% всех проданных в России сотовых телефонов (второе место, после Siemens A52). В Швеции модели 3310 и 3410 также возглавили в августе 2004 года списки самых продаваемых мобильных телефонов в стране.
Поскольку оригинальная модель была раскритикована из-за отсутствия в ней WAP и завышенной цены, 28 марта 2001 года на конференции CeBIT 2001 была анонсирована версия телефона со встроенным WAP-браузером и телефонной книгой на 100 номеров, получившая название Nokia 3330. Её продажи стартовали в середине апреля 2001 года. В России цена модели 3330 на момент начала продаж составляла в среднем 170 долларов, в Австралии — от 298 австралийских долларов (от 164 долларов США), в Чехии — от 8 до 10 тысяч крон, в Норвегии, где продажи начались 22 апреля 2001 года, — от 2490 крон. В Словакии дата поступления Nokia 3330 в продажу по цене от 10 299 крон была перенесена на 5 мая 2001 года. Модель с WAP-браузером также смогла завоевать популярность — она была самым продаваемым телефоном в Норвегии по состоянию на август 2002 года. 
В 2001 году вышла версия телефона, работавшая на распространённом тогда на американском континенте стандарте сотовой связи TDMA, получившая название Nokia 3320. Для азиатских рынков в январе 2002 года была представлена модель Nokia 3350, отличавшаяся иной клавиатурой с функцией подсветки верхних клавиш, сниженной до 108 грамм массой за счёт изменения аккумулятора, а также поддержкой WAP версии 1.2 и функции T9. В марте 2002 года была представлена ещё одна модель для азиатских рынков — Nokia 3315. Стилистически она напоминает представленную в том же месяце Nokia 3410, однако сохраняет раскладку клавиатуры от Nokia 3310 (включая навигационную кнопку Navi), а также не имеет поддержки WAP и Java-приложений. В модель встроены редактор изображений для SMS-сообщений, автоматическая блокировка клавиатуры и редактор мелодий для входящих SMS. 
В Северной Америке продавались три модификации Nokia 3310. Первая, базовая, носила название Nokia 3390. Её продажи в Канаде у операторов Fido, Cityfone и SimPro стартовали в конце января 2001 года. На её основе была создана модель Nokia 3395, отличавшаяся одной дополнительной игрой и возможностью принимать по SMS визитные карточки. Подобно модели Nokia 3315, эти телефоны имели встроенный редактор картинок для SMS-сообщений. Ещё одна модель, Nokia 3360, работала в стандартах TDMA 800/1900 и AMPS 800. Визуально она отличалась от 3390 иной клавиатурой, увеличенными габаритами и массой и ИК-портом.
В середине марта 2002 года на конференции CeBIT 2002 были представлены преемники модели — Nokia 3410 и Nokia 3510, использующие ту же аппаратную платформу, что и 3310. В качестве преемника модели в бюджетной ценовой категории в декабре 2003 года был представлен Nokia 1100. Nokia 3310 была снята с производства в феврале 2005 года. После снятия с производства модель была признана одним из самых продаваемых сотовых телефонов за всё время (издание GSM ONLINE назвало его самым продаваемым) — за пять лет было продано около 126 миллионов экземпляров моделей 3310 и 3330. Звание самого продаваемого телефона у 3310 в скором времени отобрала модель Nokia 1100, которая была распродана в количестве 250 миллионов экземпляров.
В феврале 2017 года на выставке мобильной индустрии Mobile World Congress в Барселоне финской компанией HMD Global была представлена новая версия Nokia 3310.

## Описание

### Корпус и аппаратное обеспечение

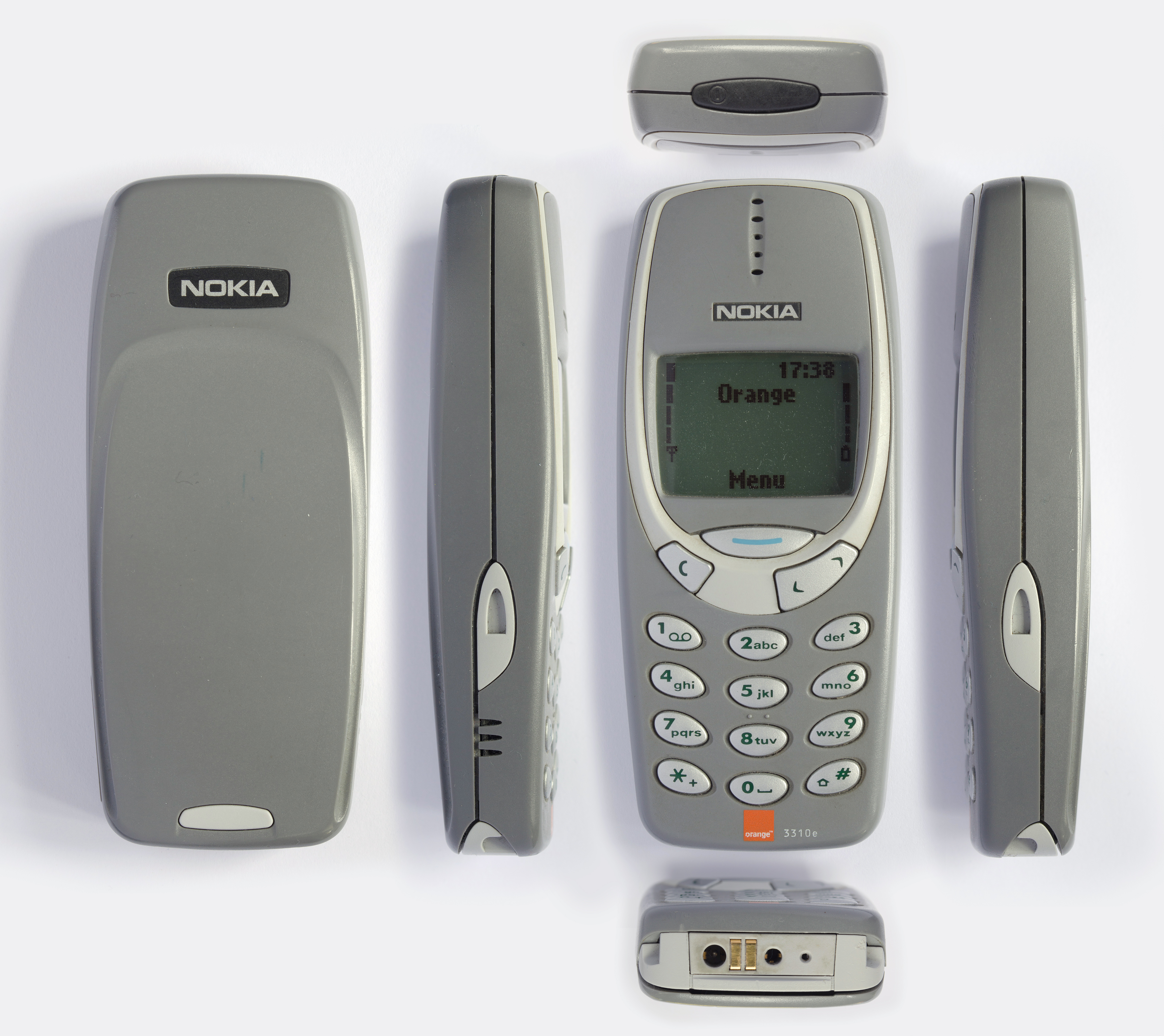
Вид на телефон со всех сторон

Общий дизайн телефона был унаследован от модели 3210: та же форма корпуса и внутренняя встроенная антенна. Габариты модели — 113×48×22 мм против 124×51×23 мм у предшественника. Масса тоже снизилась — 133 грамма против 151 грамма у Nokia 3210. При использовании литий-ионного аккумулятора масса телефона снижается до 107 грамм. Клавиатура модели, хоть и сохранив общую раскладку, претерпела значительные изменения. Кнопки получили каплеобразную форму и шершавое серебряное покрытие. Над десятью цифровыми кнопками в окантовку вокруг дисплея, как и у Nokia 3210, вынесены навигационная кнопка Navi, кнопка отмены и «качелька» прокрутки меню. Клавиатура оснащена подсветкой клавиш. Цвет корпуса изменился — помимо прежнего серого цвета, модель также поставлялась в тёмно-синем, красном, жёлтом, белом и серебряном цветах. Панели корпуса, как и на прошлой модели, съёмные, и их можно в любой момент снять и заменить на любые аналогичные. Часть передней панели, окружающая дисплей, теперь окрашена в основной цвет панели, серебряной осталась лишь окантовка. Кнопка, расположенная сверху телефона и предназначенная для его включения и выключения, получила функцию изменения профиля телефона.
Вместе с телефоном в комплект поставки входил никель-металлгидридный аккумулятор, инструкция по использованию на двух языках (второй язык зависит от страны) и зарядное устройство. Ёмкость поставляемого аккумулятора составляет 1250 мА·ч. С этим аккумулятором телефон может проработать в режиме ожидания от 55 до 260 часов, а в режиме разговора — от 2,5 до 4,5 часов. Зарядка с нуля занимает около 3,5—4 часов. Также телефон поддерживает литий-ионную батарею ёмкостью 850 мА·ч, которая в режиме ожидания может проработать от 55 до 245 часов, в режиме разговора — от 2 часов 20 минут до 4 часов 15 минут. Телефон оснащён контрастным LCD-дисплеем с разрешением 48×84 точек и подсветкой зелёного цвета, вмещающим до 5 строчек текста.

### Программное обеспечение
Главный экран телефона почти ничем не отличается от таковых у других моделей Nokia из тех времён: в середине экрана высвечивается название оператора сотовой связи, по краям расположены индикаторы зарядки аккумулятора (справа) и уровня сигнала сети (слева, оба состоят из пяти делений), сверху имеются часы. Под названием оператора может быть расположено название текущего профиля, если он не «Обычный», а также индекс региона сотовой связи (например, Stolica в Москве). В телефоне также присутствует возможность настроить отображение в центре главного экрана одной из 13 встроенных картинок (в SMS-редакторе можно создать новые), которые будут работать как скринсейвер. Меню телефона, состоящее из 13 пунктов, управляется с помощью «качельки» навигации, либо же с помощью набора комбинации цифр (номер пункта и номер подпункта, соответственно). Во время телефонного разговора, если нажать клавишу «C», доступно меню управления телефонным звонком и контактами. В телефон встроено семь языков интерфейса, среди них русский.
В Nokia 3310 встроено четыре различных профиля (под «профилями» подразумеваются режимы громкости мелодии звонка): «Обычный», «Без звука», «Короткий» и «Громко», помимо этого, можно создать два собственных профиля. Мелодий звонка всего 35, также можно записать семь собственных с помощью встроенного синтезатора мелодий. Также в телефон встроена функция задания персональных рингтонов для отдельных контактов. У SMS-сообщений также можно настроить сигнал, всего предусмотрено четыре встроенных варианта. Телефонная книга у модели ограничена памятью SIM-карты. Попасть в неё можно либо через меню, либо с помощью нажатия кнопки «вниз» на «качельке» управления. Такие способы имеют технические различия — во втором случае невозможно редактировать контакты. Телефон позволяет настроить до восьми номеров для быстрого вызова. Также в модель встроена возможность голосового набора до восьми различных номеров. Включение голосового набора производится зажатием кнопки меню. Список входящих звонков поделён на принятые и непринятые, всего в памяти сохраняется до 10 номеров в каждой категории, а также до 20 исходящих звонков.

## Интересные факты
- В 3310 после некоторой доработки можно вставлять Flash-память для чтения электронных книг[37].
- Так как сервисный разъём в телефоне Nokia 3310 находится под аккумулятором, то при подключении аппарата к компьютеру аккумулятор вставляется в специальное гнездо кабеля.
- Nokia 3310 снабжается дисплеем с контроллером PCD8544, оснащенным простым интерфейсом управления. Из-за простоты и своих функций он получил распространение в различных радиолюбительских конструкциях для отображения текстовой, цифровой и несложной графической информации[38]. Цена на комплект дисплея и контроллера является одной из самых низких на рынке матричных ЖК-дисплеев.
- Благодаря высокой прочности конструкции телефона он стал интернет-мемом.

- В фильме «Восставший из ада 8: Мир ада» все герои, попавшие на вечеринку в зловещий дом, используют одну и ту же модель телефона — 3310.
- Модель (и другие подобные) получила новую жизнь в Казахстане из-за запрета на законодательном уровне использовать в государственных учреждениях смартфоны и прочие мобильные устройства, имеющие встроенные камеры, диктофоны и другие средства для хранения и обмена информацией. Подобные устройства активно закупаются государственными служащими, чтобы иметь возможность совершать и принимать звонки и во время работы.

## Комментарии
1. ↑  Также выпускались модификации с названиями Nokia 3315, 3320, 3330, 3350, 3360, 3390 и 3395
2. ↑  Такое утверждение неверно, поскольку модель-предшественник Nokia 3210 была распродана в количестве 164 млн единиц, против 126 у 3310[32].